# Louise Bonne
La  Louise Bonne est une variété ancienne de poire.

## Origine
La variété a été obtenue en France, à Charroux (Vienne), en 1668. Jean de Vivonne l'a sans doute trouvée et dédiée à sa femme Louise de Torchart.

## Synonymes
- Louise Bonne Ancienne,
- Saint-Germain Blanc d'Automne,
- Whare gute Louise,
- Frühe Saint Germain[1].
- Bonne Louise Duhamel,
- Glatte Saint Germain,
- Louise Bonne de Duhamel,
- Louise Bonne grosse et longue,
- Louise Bonne Réal,
- Louise de Torchart,
- Louise de Vivonne,
- Saint Germain Blanc,
- Loüise-Bonne[2].

Cette poire cultivée par La Quintinie, jardinier à Versailles, plaisait fort à Louis XIV. 
Elle ne doit pas être confondue avec la Louise-Bonne d'Avranches.

## Description

### Fruit
La poire est d'une grosseur au-dessus de la moyenne ou moyenne.
De forme variable, elle passe habituellement de l'ovoïde assez irrégulière et ventrue, à turbinée très allongée, légèrement pentagonale à la base et très peu renflée.
Le pédoncule se révèle de longueur moyenne, ou court, mince à son milieu, beaucoup plus fort à ses extrémités, recourbé, obliquement implanté à fleur de peau ou se continuant avec le fruit.
Œil moyen, arrondi, ouvert, presque saillant.
Peau épaisse, vert herbacé sur le côté du soleil, vert blanchâtre sur l'autre face, régulièrement parsemée de très petits points gris et portant souvent quelque taches ou mouchetures fauves.
La chair est d'une couleur blanc verdâtre, grossière, mi-fondante, aqueuse, pierreuse au centre.
Goût du fruit : eau abondante, peu sucrée, généralement douçâtre et dénuée de parfum.
C'est un fruit de troisième qualité pour le couteau, première pour la compote.
Usage culinaire : compote.
Période de fructification: octobre,novembre, décembre.

Le code PLU du fruit est 3377.

### Arbre
Le bois est fort, avec des rameaux très nombreux, érigés, longs et de moyenne grosseur, légèrement coudés, vert grisâtre ou jaunâtre, ayant les lenticelles larges, rapprochées, et les coussinets peu saillants.
Yeux assez petits ou moyens, ovoïdes ou coniques, aigus, duveteux, rarement bien écartés du bois.
Feuilles régulièrement elliptiques-arrondies, canaliculées, finement dentelées ou crénelées, au pétiole court et épais.
Fertilité remarquable.
Ce poirier n'a rien d'exceptionnel dans sa croissance. On le greffe sur cognassier ou sur franc. Ses pyramides sont magnifiques.